# أنطونيو رودريجو نوغيرا
أنطونيو رودريجو نوغيرا (بالبرتغالية: Antônio Rodrigo Nogueira؛ مواليد 2 يونيو 1976)، يُعرف باسم مينوتاورو أو بيج نوج، وهو مُقاتل فنون قتالية مختلطة مُعتزل. نافس في فئة الوزن الثقيل في يو إف سي، حيث كان بطل يو إف سي للوزن الثقيل المؤقت السابق. وهو الأخ التوأم لمقاتل يو إف سي أنطونيو روجيريو نوغيرا. برز نوغيرا في المنظمات اليابانية حلقات شبكة القتال حيث فاز ببطولة حلقات ملك الملوك لعام 2000، وفي وقت لاحق مع بطولة برايد فايتنغ، حيث كان أول بطل برايد للوزن الثقيل من نوفمبر 2001 إلى مارس 2003، بالإضافة إلى نهائي جائزة برايد الكبرى للوزن الثقيل لعام 2004. وهو واحد من ثلاثة رجال فقط حصلوا على ألقاب البطولة في كل من برايد ويو إف سي (الآخران هما موريسيو روا ومارك كولمان).

## نشأته
وُلِد نوغيرا في بلدة فيتوريا دا كونكيستا بالبرازيل، وبدأ التدريب على رياضة الجودو في سن الرابعة، والملاكمة في سن الرابعة عشرة، والجيو جيتسو البرازيلية في سن الثامنة عشرة. وفي سن العاشرة، دهسته شاحنة عن طريق الخطأ ودخل في غيبوبة استمرت أربعة أيام، وفقد ضلعًا وجزءًا من كبده، وظل في المستشفى لمدة أحد عشر شهرًا. ونتيجة للحادث، ظهرت ندبة كبيرة، بما في ذلك انبعاج ملحوظ، في أسفل ظهره.

## مسيرته في فنون القتال المختلطة
خاض نوغيرا أولى نزال له في الفنون القتالية المختلطة في بطولة عالم القتال المتطرف، التي غالبًا ما تُقام فعالياتها في الأجزاء الجنوبية من الولايات المتحدة. وفاز بأول نزالين له بالإخضاع ثم فاز ببطولة سوبر فايت دبليو إي إف للوزن الثقيل في نزاله الاحترافي الخامس ضد المخضرم جيريمي هورن. بعد بضع سنوات من ظهوره الأول في الفنون القتالية المختلطة، بدأ نوغيرا التدريب مع فريق أفضل فريق برازيلي.

## وسائل إعلام أخرى
من عام 2004 إلى عام 2005، شارك نوغيرا في المسلسل الكوميدي أفريكا نو سومي على قناة يوميوري، حيث لعب دور شخصية "نوغيرا". كما ظهر في فيلم المرتزقة مع شقيقه التوأم.
في عام 2023، بدأ نوغيرا العمل كعضو في فريق التعليق على بطولة يو إف سي فايت باس البرازيل.

## حياته الشخصية
لدى نوغيرا ابنة واحدة. في 23 أغسطس 2011، أقام نوغيرا شراكة مع نادي كرة القدم البرازيلي إنترناسيونال لتمثيل علامة النادي التجارية في يو إف سي. في مقابلة مع سبورت تي في، قال نوغيرا، «سأبذل قصارى جهدي لتمثيل إنترناسيونال بأفضل طريقة ممكنة. الآن أنا إنترناسيونال بنسبة 100%»

## البطولات والإنجازات

### فنون القتال المختلطة
- حلقات شبكة القتال
  - الفائز ببطولة ملك الملوك لعام 2000
- بطولة برايد فايتنغ
  - بطولة برايد للوزن الثقيل (مرة واحدة، الأول)
  - بطولة برايد للوزن الثقيل المؤقتة (مرة واحدة)
  - وصيف جائزة برايد للوزن الثقيل الكبرى لعام 2004
  - نصف نهائي بطولة برايد للوزن المفتوح 2006
  - بالمشاركة مع كازوشي ساكورابا في عدد الانتصارات بالإخضاع (11) في تاريخ برايد
- يو إف سي
  - قاعة مشاهير يو إف سي (جناح الرواد، دفعة 2016)
  - بطولة يو إف سي للوزن الثقيل المؤقتة (مرة واحدة)
  - قتال الليلة (مرتين)
  - أفضل ضربة قاضية في الليلة (مرة واحدة)
  - جائزة مجتمع يو إف سي فورست غريفين 2023
- عالم القتال المتطرف
  - بطل السوبر فايت للوزن الثقيل في دبليو إي إف (مرة واحدة)
- شيردوغ
  - قاعة مشاهير الفنون القتالية المختلطة[8]
- نشرة ريسلينغ أوبزرفر الإعلامية
  - مقاتل العام 2002
- مجلة الحزام الأسود
  - مقاتل العام 2002 من إن إتش بي[9]
- نزالات داخلية
  - قتال العام 2009 - ضد راندي كوتور في 29 أغسطس[10]
- إم إم إيه فايتينغ
  - قتال العام 2003 ضد ميركو كرو كوب في 9 نوفمبر[11]
- فايت ماتريكس.كوم
  - النزال الأكثر أهمية في عام 2004 ضد فيدور إميليانينكو في 31 ديسمبر[12]
  - النزال الأكثر أهمية في عام 2003 ضد فيدور إميليانينكو في 16 مارس[12]

## سجل فنون القتال المختلطة
| السجل المهني |        |          |
| 46 نزال      | 34 فوز | 10 خسارة |
| ضربة قاضية   | 3      | 3        |
| إخضاع        | 21     | 2        |
| قرار القضاة  | 10     | 5        |
| تعادل        | 1      | 1        |
| بدون قرار    | 1      | 1        |

| النتيجة | السجل       | الخصم              | الطريقة                            | الحدث                                     | التاريخ        | الجولة | الوقت | المكان                                  | الملاحظات                                                                       |
| ------- | ----------- | ------------------ | ---------------------------------- | ----------------------------------------- | -------------- | ------ | ----- | --------------------------------------- | ------------------------------------------------------------------------------- |
| خسر     | 34–10–1 (1) | ستيفان ستروف       | قرار القضاة (بالإجماع)             | يو إف سي 190                              | 1 أغسطس 2015   | 3      | 5:00  | ريو دي جانيرو، البرازيل                 |                                                                                 |
| خسر     | 34–9–1 (1)  | روي نيلسون         | ضربة قاضية (بلكمة)                 | يو إف سي ليلة القتال: نوغيرا ضد نيلسون    | 11 أبريل 2014  | 1      | 3:37  | أبو ظبي، الإمارات العربية المتحدة       |                                                                                 |
| خسر     | 34–8–1 (1)  | فابريسيو ويردوم    | إخضاع (الضغط على الذراع)           | يو إف سي على فيول تي في: نوغيرا ضد فيردوم | 8 يونيو 2013   | 2      | 2:41  | فورتاليزا، البرازيل                     |                                                                                 |
| فاز     | 34–7–1 (1)  | ديفيد هيرمان       | إخضاع (الضغط على الذراع)           | يو إف سي 153                              | 13 أكتوبر 2012 | 2      | 4:31  | ريو دي جانيرو، البرازيل                 | أفضل إخضاع في الليلة.                                                           |
| خسر     | 33–7–1 (1)  | فرانك مير          | إخضاع فني (كيمورا)                 | يو إف سي 140                              | 10 ديسمبر 2011 | 1      | 3:38  | تورونتو، أونتاريو، كندا                 |                                                                                 |
| فاز     | 33–6–1 (1)  | بريندان شواب       | ضربة قاضية (باللكمات)              | يو إف سي 134                              | 27 أغسطس 2011  | 1      | 3:09  | ريو دي جانيرو، البرازيل                 | أفضل ضربة قاضية في الليلة.                                                      |
| خسر     | 32–6–1 (1)  | كين فيلاسكيز       | ضربة قاضية (باللكمات)              | يو إف سي 110                              | 21 فبراير 2010 | 1      | 2:20  | سيدني، أستراليا                         | الفائز سيُنافس على لقب بطولة يو إف سي للوزن الثقيل.                              |
| فاز     | 32–5–1 (1)  | راندي كوتور        | قرار القضاة (بالإجماع)             | يو إف سي 102                              | 29 أغسطس 2009  | 3      | 5:00  | بورتلاند، أوريغون، الولايات المتحدة     | قتال الليلة. قتال العام (2009).                                                 |
| خسر     | 31–5–1 (1)  | فرانك مير          | ضربة فنية قاضية (باللكمات)         | يو إف سي 92                               | 27 ديسمبر 2008 | 2      | 1:54  | لاس فيغاس، نيفادا، الولايات المتحدة     | خسر لقب بطولة يو إف سي للوزن الثقيل المؤقت.                                     |
| فاز     | 31–4–1 (1)  | تيم سيلفيا         | إخضاع (خنق المقصلة)                | يو إف سي 81                               | 2 فبراير 2008  | 3      | 1:28  | لاس فيغاس، نيفادا، الولايات المتحدة     | فاز بلقب بطولة يو إف سي للوزن الثقيل المؤقت. قتال الليلة.                       |
| فاز     | 30–4–1 (1)  | جوستين هيرنغ       | قرار القضاة (بالإجماع)             | يو إف سي 73                               | 7 يوليو 2007   | 3      | 5:00  | ساكرامنتو، كاليفورنيا، الولايات المتحدة |                                                                                 |
| فاز     | 29–4–1 (1)  | جوش بارنت          | قرار القضاة (بالإجماع)             | برايد إف سي - موجة الصدمة 2006            | 31 ديسمبر 2006 | 3      | 5:00  | سايتاما، اليابان                        |                                                                                 |
| خسر     | 28–4–1 (1)  | جوش بارنت          | قرار القضاة (بالانقسام)            | برايد إف سي - الصراع النهائي المطلق       | 10 سبتمبر 2006 | 2      | 5:00  | سايتاما، اليابان                        | نصف نهائي بطولة الجائزة الكبرى للوزن المفتوح 2006.                              |
| فاز     | 28–3–1 (1)  | فابريسيو ويردوم    | قرار القضاة (بالإجماع)             | برايد إف سي - العد التنازلي المطلق الحرج  | 1 يوليو 2006   | 3      | 5:00  | سايتاما، اليابان                        | ربع نهائي بطولة الجائزة الكبرى للوزن المفتوح 2006.                              |
| فاز     | 27–3–1 (1)  | زولوزينيو          | إخضاع (الضغط على الذراع)           | برايد إف سي - القضاء التام المطلق         | 5 مايو 2006    | 1      | 2:17  | أوساكا، اليابان                         | الجولة الافتتاحية لبطولة برايد للوزن المفتوح للجائزة الكبرى 2006.               |
| فاز     | 26–3–1 (1)  | كيوشي تامورا       | إخضاع (الضغط على الذراع)           | برايد 31 - الحالمون                       | 26 فبراير 2006 | 1      | 2:24  | سايتاما، اليابان                        |                                                                                 |
| فاز     | 25–3–1 (1)  | باول ناستولا       | ضربة فنية قاضية (باللكمات)         | برايد العد التنازلي النقدي 2005           | 26 يونيو 2005  | 1      | 8:38  | سايتاما، اليابان                        |                                                                                 |
| خسر     | 24–3–1 (1)  | فيدور إميليانينكو  | قرار القضاة (بالإجماع)             | برايد موجة الصدمة 2004                    | 31 ديسمبر 2004 | 3      | 5:00  | سايتاما، اليابان                        | على لقب بطولة برايد للوزن الثقيل. بطولة الجائزة الكبرى برايد للوزن الثقيل 2004. |
| ب.ف     | 24–2–1 (1)  | فيدور إميليانينكو  | بدون فائز (اصطدام عرضي بين الرؤوس) | برايد الصراع النهائي 2004                 | 15 أغسطس 2004  | 1      | 3:52  | سايتاما، اليابان                        | على لقب بطولة برايد للوزن الثقيل. نهائي جائزة برايد الكبرى للوزن الثقيل 2004.   |
| فاز     | 24–2–1      | سيرجي خاريتونوف    | قرار القضاة (بالإجماع)             | برايد الصراع النهائي 2004                 | 15 أغسطس 2004  | 2      | 5:00  | سايتاما، اليابان                        | نصف نهائي بطولة برايد للوزن الثقيل الكبرى 2004.                                 |
| فاز     | 23–2–1      | جوستين هيرنغ       | إخضاع (خنق الأناكوندا)             | برايد العد التنازلي الحاسم 2004           | 20 يونيو 2004  | 2      | 0:30  | سايتاما، اليابان                        | ربع نهائي بطولة برايد للوزن الثقيل الكبرى 2004.                                 |
| فاز     | 22–2–1      | هيروتاكا يوكوي     | إخضاع (خنق الأناكوندا)             | برايد القضاء التام 2004                   | 25 أبريل 2004  | 2      | 1:25  | سايتاما، اليابان                        | الجولة الافتتاحية لبطولة برايد للوزن الثقيل الكبرى 2004.                        |
| فاز     | 21–2–1      | ميركو كرو كوب      | إخضاع (الضغط على الذراع)           | برايد الصراع النهائي 2003                 | 9 نوفمبر 2003  | 2      | 1:45  | طوكيو، اليابان                          | فاز بلقب بطولة برايد للوزن الثقيل المؤقت. قتال العام (2003).                    |
| فاز     | 20–2–1      | ريكو رودريغيز      | قرار القضاة (بالإجماع)             | برايد القضاء التام 2003                   | 10 أغسطس 2003  | 3      | 5:00  | سايتاما، اليابان                        |                                                                                 |
| خسر     | 19–2–1      | فيدور إميليانينكو  | قرار القضاة (بالإجماع)             | برايد 25                                  | 16 مارس 2003   | 3      | 5:00  | يوكوهاما، اليابان                       | خسر لقب بطولة برايد للوزن الثقيل.                                               |
| فاز     | 19–1–1      | دان هندرسون        | إخضاع (الضغط على الذراع)           | برايد 24                                  | 23 ديسمبر 2002 | 3      | 1:49  | فوكوكا، اليابان                         |                                                                                 |
| فاز     | 18–1–1      | سيمي شيلت          | إخضاع (خنق المثلث)                 | برايد 23                                  | 24 نوفمبر 2002 | 1      | 6:36  | طوكيو، اليابان                          |                                                                                 |
| فاز     | 17–1–1      | بوب ساب            | إخضاع (الضغط على الذراع)           | صدمة برايد                                | 28 أغسطس 2002  | 2      | 4:03  | طوكيو، اليابان                          |                                                                                 |
| فاز     | 16–1–1      | ساناي كيكوتا       | ضربة قاضية (بلكمة)                 | يو إف أو-أسطورة                           | 8 أغسطس 2002   | 2      | 0:29  | طوكيو، اليابان                          |                                                                                 |
| فاز     | 15–1–1      | إنسون إينوي        | إخضاع فني (خنق المثلث)             | برايد 19                                  | 24 فبراير 2002 | 1      | 6:17  | سايتاما، اليابان                        |                                                                                 |
| فاز     | 14–1–1      | جوستين هيرنغ       | قرار القضاة (بالإجماع)             | برايد 17                                  | 3 نوفمبر 2001  | 3      | 5:00  | طوكيو، اليابان                          | فاز بلقب بطولة برايد للوزن الثقيل الافتتاحي.                                    |
| فاز     | 13–1–1      | مارك كولمان        | إخضاع (مثلث الذراع)                | برايد 16                                  | 24 سبتمبر 2001 | 1      | 6:10  | أوساكا، اليابان                         |                                                                                 |
| فاز     | 12–1–1      | غاري جودريدج       | إخضاع (خنق المثلث)                 | برايد 15                                  | 29 يوليو 2001  | 1      | 2:37  | سايتاما، اليابان                        |                                                                                 |
| فاز     | 11–1–1      | فالنتين أوفيريم    | إخضاع (خنق مثلث الذراع)            | الحلقات: نهائي ملك الملوك 2000            | 24 فبراير 2001 | 1      | 1:20  | طوكيو، اليابان                          | فاز ببطولة ملك الملوك عام 2000.                                                 |
| فاز     | 10–1–1      | هيروميتسو كانيهارا | إخضاع (خنق خلفي عاري)              | الحلقات: نهائي ملك الملوك 2000            | 24 فبراير 2001 | 2      | 0:20  | طوكيو، اليابان                          | نصف نهائي بطولة ملك الملوك 2000.                                                |
| فاز     | 9–1–1       | فولك هان           | قرار القضاة (بالإجماع)             | الحلقات: نهائي ملك الملوك 2000            | 24 فبراير 2001 | 2      | 5:00  | طوكيو، اليابان                          | ربع نهائي بطولة ملك الملوك 2000.                                                |
| فاز     | 8–1–1       | كيوشي تامورا       | إخضاع (الضغط على الذراع)           | الحلقات: ملك الملوك 2000 بلوك أ           | 9 أكتوبر 2000  | 2      | 2:29  | طوكيو، اليابان                          | بطولة ملك الملوك 2000 الدور الثاني.                                             |
| فاز     | 7–1–1       | أحمد لاباسانوف     | إخضاع (الضغط على الذراع)           | الحلقات: ملك الملوك 2000 بلوك أ           | 9 أكتوبر 2000  | 1      | 1:38  | طوكيو، اليابان                          | بطولة ملك الملوك 2000 الدور الأول.                                              |
| تعادل   | 6–1–1       | Tsuyoshi Kohsaka   | تعادل                              | الحلقات: ميلينيوم كومباين 3               | 23 أغسطس 2000  | 2      | 5:00  | أوساكا، اليابان                         |                                                                                 |
| خسر     | 6–1         | دان هندرسون        | قرار القضاة (بالانقسام)            | الحلقات: ملك الملوك 1999 النهائي          | 26 فبراير 2000 | 3      | 5:00  | طوكيو، اليابان                          | نصف نهائي بطولة ملك الملوك 1999.                                                |
| فاز     | 6–0         | أندريه كوبيلوف     | قرار القضاة (بالانقسام)            | الحلقات: ملك الملوك 1999 النهائي          | 26 فبراير 2000 | 2      | 5:00  | طوكيو، اليابان                          | ربع نهائي بطولة ملك الملوك 1999.                                                |
| فاز     | 5–0         | جيريمي هورن        | قرار القضاة (بالإجماع)             | دبليو إي إف 8: الذهاب إلى البلاتين        | 15 يناير 2000  | 3      | 8:00  | روما، جورجيا، الولايات المتحدة          | فاز بلقب بطولة دبليو إي إف للوزن الثقيل في السوبر فايت.                         |
| فاز     | 4–0         | يوري كوتشكين       | إخضاع فني (الضغط على الذراع)       | الحلقات: ملك الملوك 1999 بلوك أ           | 28 أكتوبر 1999 | 1      | 0:40  | طوكيو، اليابان                          | بطولة ملك الملوك 1999 الدور الثاني.                                             |
| فاز     | 3–0         | فالنتين أوفيريم    | إخضاع فني (أمريكانا)               | الحلقات: ملك الملوك 1999 بلوك أ           | 28 أكتوبر 1999 | 1      | 1:51  | طوكيو، اليابان                          | بطولة ملك الملوك 1999 الدور الأول.                                              |
| فاز     | 2–0         | نايت شرودر         | إخضاع (الضغط على الذراع)           | دبليو إي إف 7: الدوس في المستنقع          | 9 أكتوبر 1999  | 1      | 1:52  | كينير، لويزيانا، الولايات المتحدة       |                                                                                 |
| فاز     | 1–0         | ديفيد دود          | إخضاع (كيمورا)                     | عالم القتال المتطرف 5                     | 12 يونيو 1999  | 1      | 3:12  | ديلاند، فلوريدا، الولايات المتحدة       |                                                                                 |

## نزالات الدفع مقابل المشاهدة
| #  | الحدث        | القتال             | المكان                  | المدينة                        | المبلغ  |
| -- | ------------ | ------------------ | ----------------------- | ------------------------------ | ------- |
| 1. | يو إف سي 81  | نوغيرا ضد سيلفيا   | مركز أحداث ماندالاي باي | لاس فيغاس، نيفادا              | 650،000 |
| 2. | يو إف سي 102 | كوتور ضد نوغيرا    | روز جاردن أرينا         | بورتلاند، أوريغون              | 435،000 |
| 3. | يو إف سي 110 | نوغيرا ضد فيلاسكيز | سيدني سوبر دوم          | سيدني، نيو ساوث ويلز، أستراليا | 215،000 |

## وصلات خارجية
- أنطونيو رودريجو نوغيرا على موقع يو إف سي (الإنجليزية)
- أنطونيو رودريجو نوغيرا على موقع شيردوغ (الإنجليزية)
- أنطونيو رودريجو نوغيرا على موقع Tapology.com (الإنجليزية)
- أنطونيو رودريجو نوغيرا على موقع IMDb (الإنجليزية)
- أنطونيو رودريجو نوغيرا على موقع قاعدة بيانات الفيلم (الإنجليزية)

| شاغرآخر من حمل اللقب أندراي أرلوفسكي | بطل يو إف سي للوزن الثقيل المؤقت الثاني 2 فبراير 2008 – 27 ديسمبر 2008 | تبعه فرانك مير                            |
| لقب جديد                             | بطل برايد المؤقت للوزن الثقيل الأول 9 نوفمبر 2003 – 31 ديسمبر 2004     | خسر نزال توحيد اللقب ضد فيدور إميليانينكو |
| لقب جديد                             | بطل برايد للوزن الثقيل الأول 3 نوفمبر 2001 – 16 مارس 2003              | تبعه فيدور إميليانينكو                    |